# Toto (album)
Toto – pierwszy album studyjny amerykańskiej grupy Toto.

## Opis albumu
Został wydany w 1978 roku i zawiera takie hity jak "Hold the Line", "I'll Supply the Love" i "Georgy Porgy". "Hold the Line" przez trzy miesiące utrzymało się w Top 10 i osiągnęło 14. miejsce w Wielkiej Brytanii. Pomimo niezbyt ciepłego przyjęcia płyty przez krytyków, zespół szybko zdobył poparcie fanów, a album zdobył reputację za jego charakterystyczne brzmienie i połączenie popu z rockiem.

## Lista utworów
Wszystkie piosenki napisał David Paich z wyjątkiem, jak podano poniżej.
| 1.  | "Child's Anthem"                     | 2:46  |
|     |                                      |       |
| 2.  | "I'll Supply the Love"               | 3:46  |
|     |                                      |       |
| 3.  | "Georgy Porgy"                       | 4:09  |
|     |                                      |       |
| 4.  | "Manuela Run"                        | 3:54  |
|     |                                      |       |
| 5.  | "You Are the Flower" (Bobby Kimball) | 4:11  |
|     |                                      |       |
| 6.  | "Girl Goodbye"                       | 6:13  |
|     |                                      |       |
| 7.  | "Takin' It Back" (Steve Porcaro)     | 3:47  |
|     |                                      |       |
| 8.  | "Rockmaker"                          | 3:19  |
|     |                                      |       |
| 9.  | "Hold the Line"                      | 3:56  |
|     |                                      |       |
| 10. | "Angela"                             | 4:45  |
|     |                                      |       |
|     |                                      | 40:46 |
|     |                                      |       |

## Personel
- Bobby Kimball: wokal prowadzący, wokal wspierający
- Steve Lukather: gitara, wokal prowadzący, wokal wspierający
- David Paich: instrumenty klawiszowe, wokal prowadzący, wokal wspierający
- Steve Porcaro: instrumenty klawiszowe, wokal prowadzący ("Takin' It Back")
- David Hungate: gitara basowa
- Jeff Porcaro: perkusja, instrumenty perkusyjne

## Single
- Hold the Line / Takin' It Back
- I'll Supply the Love / You Are the Flower
- Georgy Porgy / Child's Anthem
- Rockmaker / Child's Anthem (wydany w Holandii)